# Impatiens salwinensis
Impatiens salwinensis är en balsaminväxtart som beskrevs av S.H.Huang. Impatiens salwinensis ingår i släktet balsaminer, och familjen balsaminväxter. Inga underarter finns listade i Catalogue of Life.